# Фондова борса в Сао Пауло
Финдовата борса в Сао Пауло (на португалски: B3 S.A. - Brazil, Bolsa, Balcão или Бразиска фондова борса и извънборсов пазар, съкратено B3) e обединена фондова, стокова и фючърсна борса, намираща се в Сао Пауло, Бразилия.
Борсата е създадена на 8 май 2008 г., когато Фондовата борса на Сао Пауло и Бразилската стокова и фючърсна борса (Brazilian Mercantile and Futures Exchange, BM&F) се сливат, създавайки BM&F BOVESPA. През 2017 името ѝ е променено на B3 S.A. - Brazil, Bolsa, Balcão.
Борсовият индекс на Фондовата борса в Сао Пауло е Índice Bovespa. Към декември 2022 на B3 се търгуват 475 компании  
На 31 декември 2010 г. има пазарна капитализация 1,54 трилиона долара, което я нарежда сред най-големите фондови борси в света.